# 蒙塔古特-奥奇
蒙塔古特-奥奇是西班牙加泰罗尼亚赫罗纳省的一个市镇。总面积94平方公里，总人口824人（2001年），人口密度9人/平方公里。